# Saint-Nicolas-du-Pélem
Saint-Nicolas-du-Pélem är en kommun i departementet Côtes-d'Armor i regionen Bretagne i nordvästra Frankrike. Kommunen ligger i kantonen Saint-Nicolas-du-Pélem som tillhör arrondissementet Guingamp. År 2022 hade Saint-Nicolas-du-Pélem 1 536 invånare.

## Befolkningsutveckling
Antalet invånare i kommunen Saint-Nicolas-du-Pélem
Referens:INSEE

## Galleri

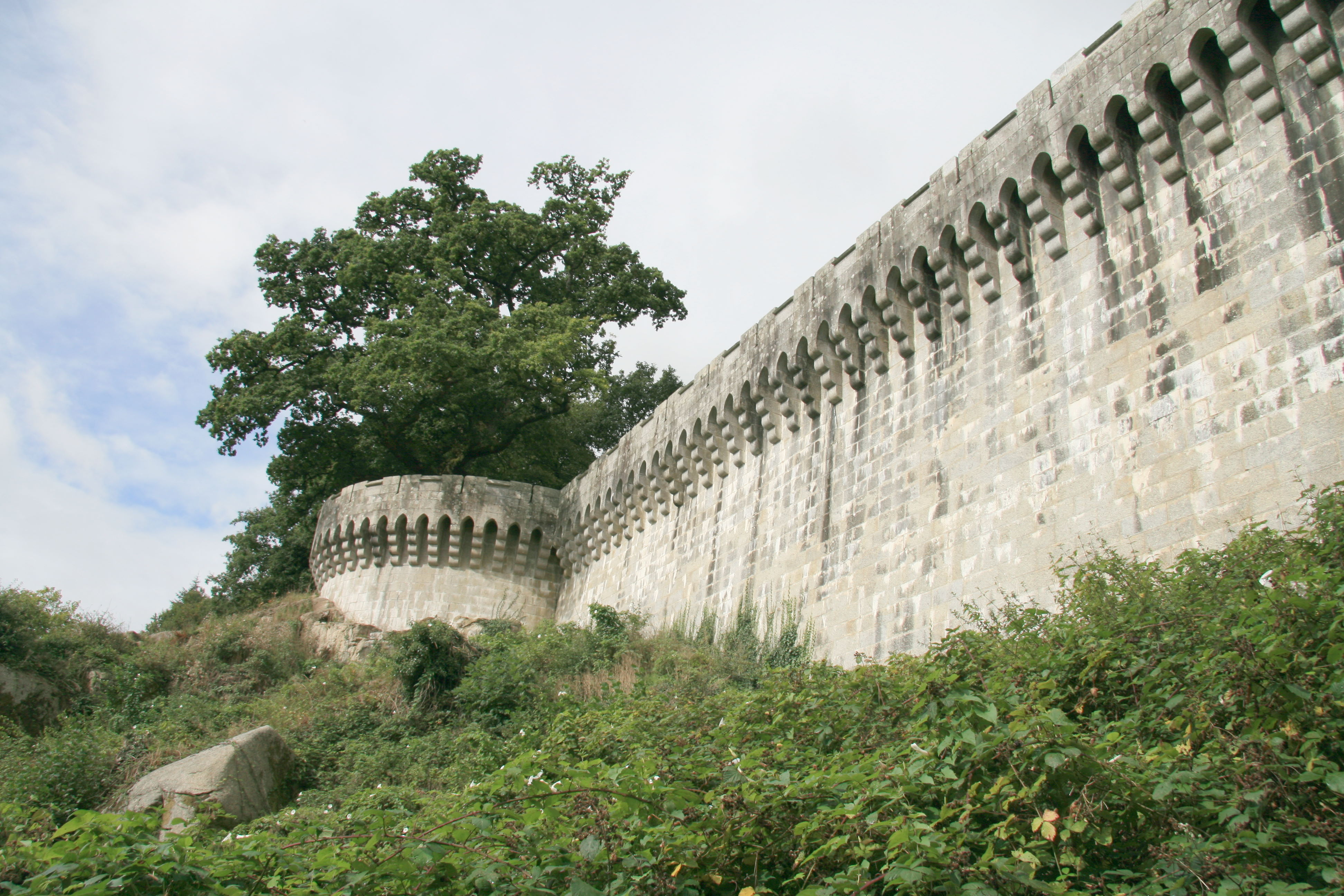
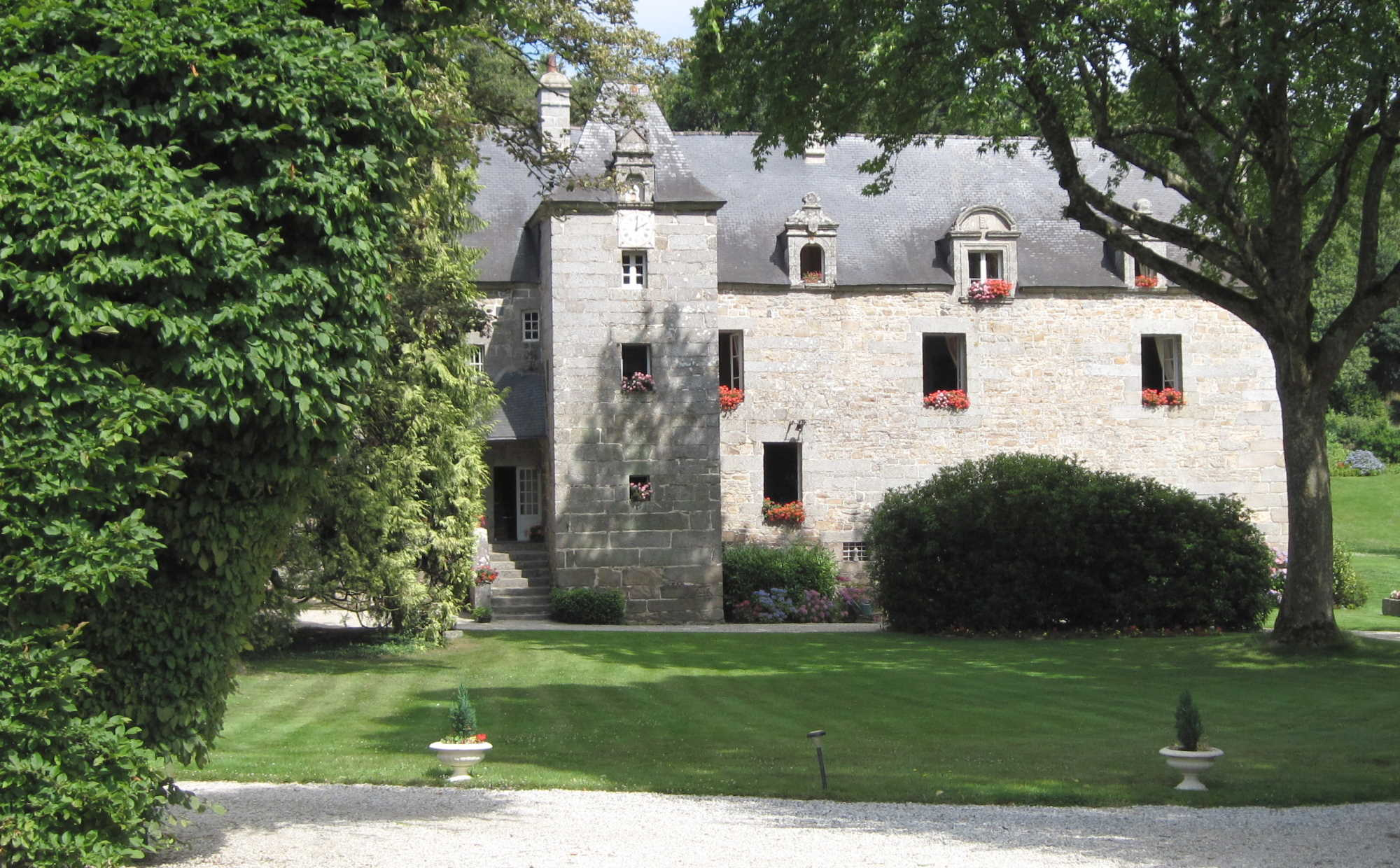
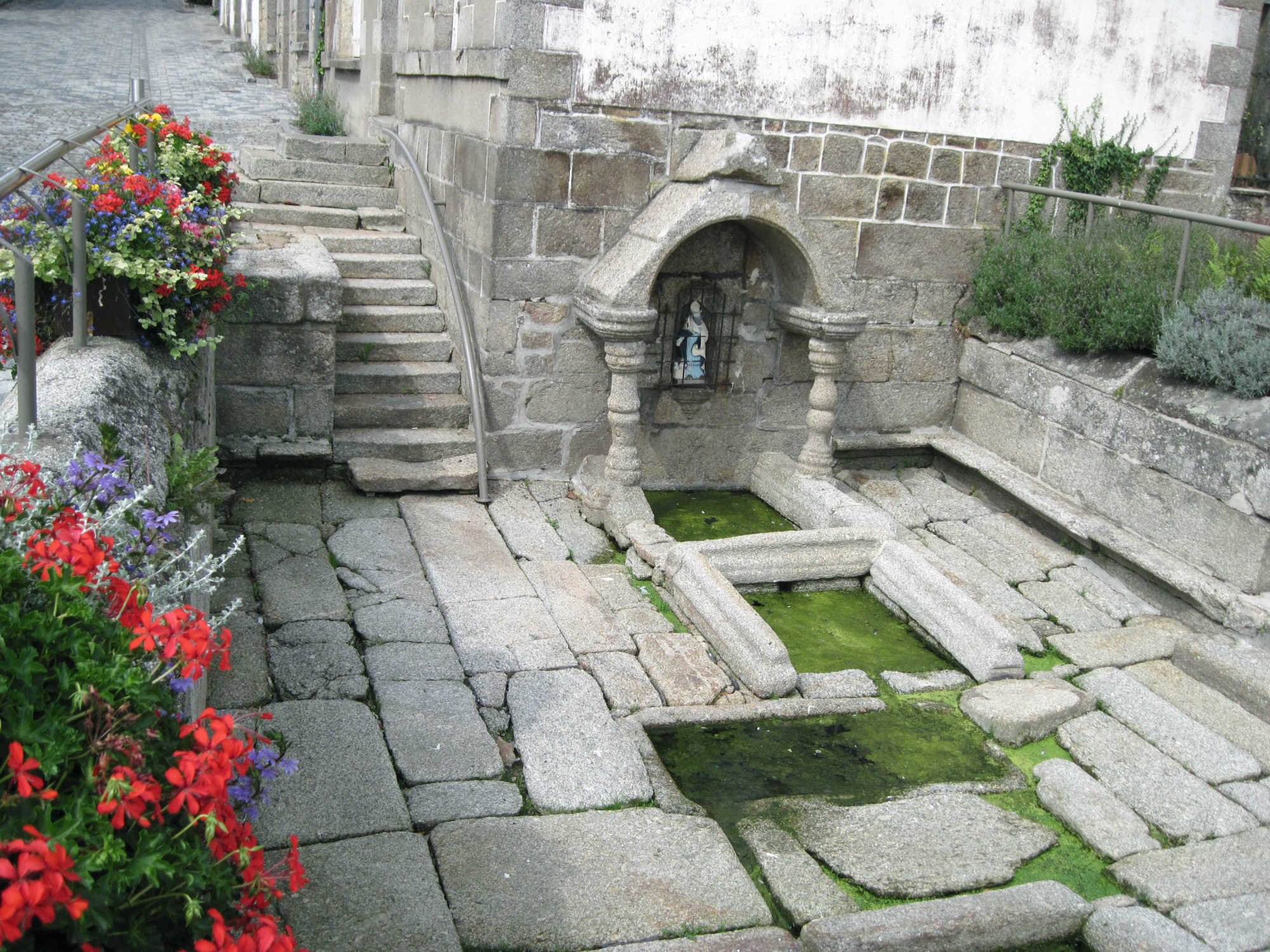
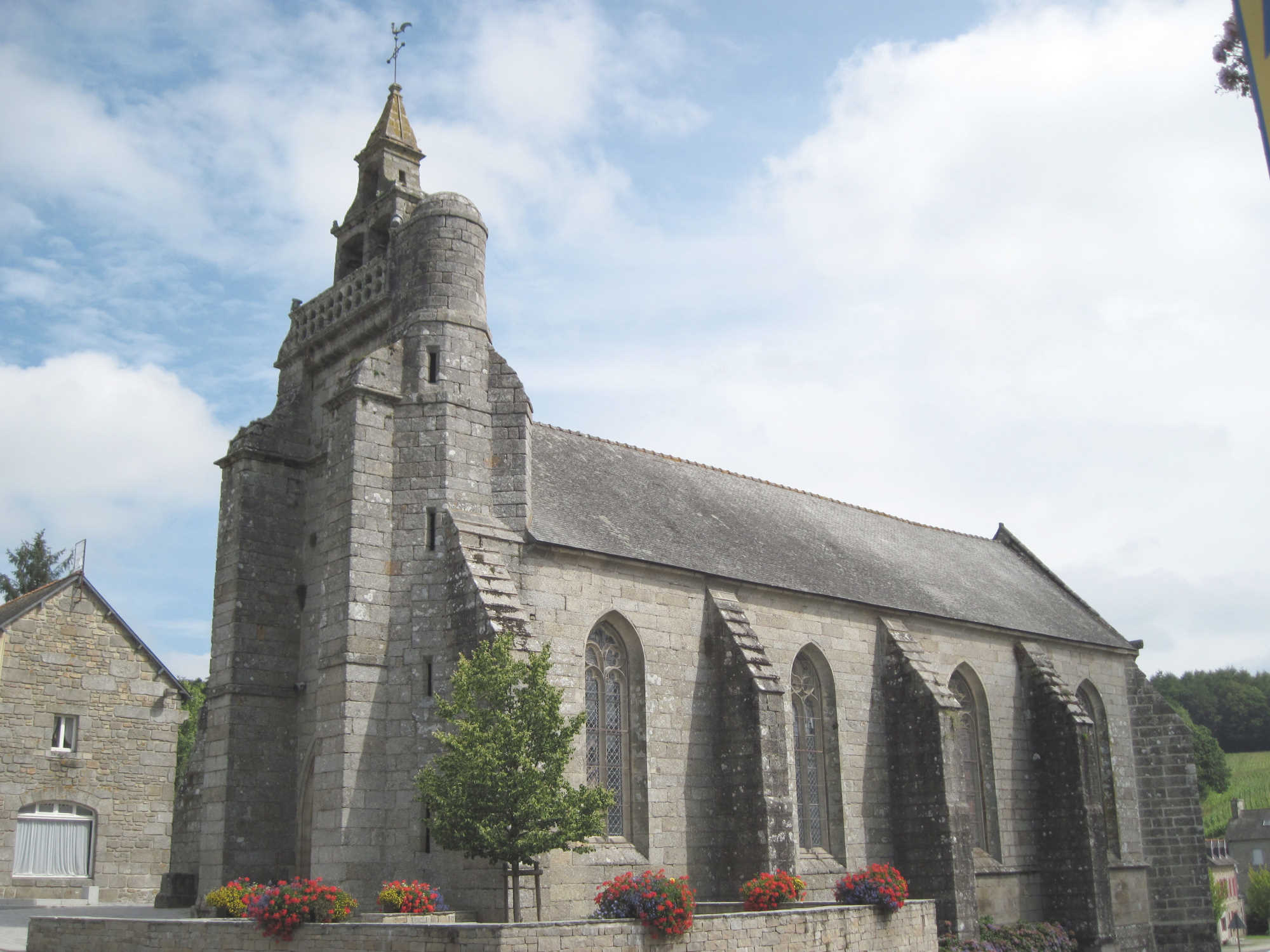
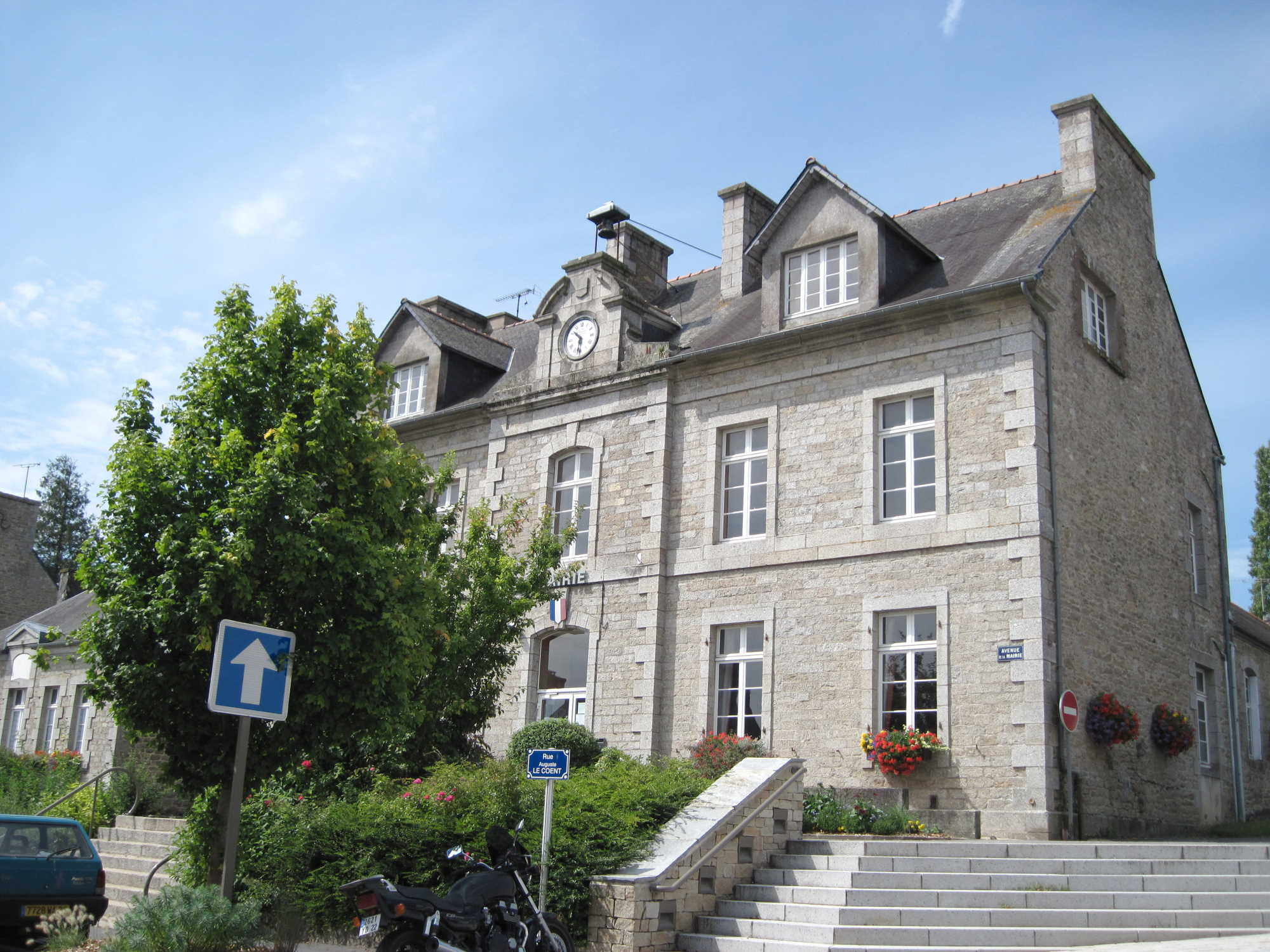
Rådhuset